# U-388
Unterseeboot 388 foi um submarino alemão do Tipo VIIC, pertencente a Kriegsmarine que atuou durante a Segunda Guerra Mundial.

## Comandantes
| Comandante       | Data                                         |
| ---------------- | -------------------------------------------- |
| Oblt. Peter Sues | 31 de dezembro de 1942 - 20 de junho de 1943 |

## Subordinação
Durante o seu tempo de serviço, esteve subordinado às seguintes flotilhas:
| Período                                     | Flotilha                                  |
| ------------------------------------------- | ----------------------------------------- |
| 31 de dezembro de 1942 - 1 de junho de 1943 | 5. Unterseebootsflottille (treinamento)   |
| 1 de junho de 1943 - 20 de junho de 1943    | 9. Unterseebootsflottille (serviço ativo) |